# Rionegro (Antioquia)
Rionegro és un municipi de Colòmbia situat a la subregió Orient del departament d'Antioquia. El seu nom oficial és  Ciudad Santiago de Arma de Rionegro. Limita al nord amb els municipis de Guarne i San Vicente, per l'est amb els municipis de Marinilla i El Carmen de Viboral, pel sud amb el municipi de La Ceja, i per l'oest amb els municipis de El Retiro i Medellín.
Rionegro és anomenat Bressol de la llibertat, donat que fou una de les ciutats més importants durant l'agitada època de la independència. A més, la Constitució de 1863 fou escrita en aquesta localitat, per la qual cosa és coneguda com la Constitució de Rionegro.
L'Aeroport Internacional José María Córdova es troba en aquesta localitat, i dona servei a la capital del departament, Medellín.
La ciutat és també coneguda per ser el lloc on va néixer el famós narcotraficant Pablo Escobar.